# Bergepanzer 2
Bergepanzer 2 – niemiecki wóz zabezpieczenia technicznego konstrukcyjnie oparty na czołgu Leopard 1.

## Historia
13 października 1961 roku Ministerstwo Obrony RFN przedstawiło wymagania na nowy pojazd zabezpieczenia technicznego. W 1963 roku projekt takiego wozu zaczęła opracowywać firma Porsche. W wyniku tych prac powstały dwa prototypy zbudowane przez firmę Jung-Jungenthal, które zaprezentowano w roku 1964. Dalsze prace nad nowym wozem zabezpieczenia technicznego prowadzono już w zakładach MaK Maschinenbau, gdzie opracowano kolejne prototypy. Testy nowego wozu przeprowadzono w roku 1965 i w tym samym roku rozpoczęto produkcję seryjną. Pierwszy seryjny Bergepanzer 2 przekazano Bundeswehrze 9 września 1966 roku.
W 1978 roku zmodernizowano część wozów. Przebudowano kadłub w tylnej części, z prawej strony dodano podporę hydrauliczną dzięki czemu zwiększyła się nośność dźwigu. Ponadto ulepszono system obrony NBC. Tak zmodernizowane wozy oznaczono  Bergepanzer 2 A2.

## Konstrukcja
Bergepanzer 2 oparty jest na czołgu Leopard 1. Na bazie kadłuba Leoparda umieszczono opancerzoną kabinę załogi, w której znajduje się miejsce dla czterech żołnierzy – kierowcy, dowódcy oraz dwóch mechaników. Bergepanzer jest zunifikowany z czołgiem Leopard w 75%.
Uzbrojeniem pojazdu są dwa karabiny maszynowe MG3 kal. 7,62 mm (wcześniej MG1) oraz wyrzutnie granatów dymnych. Jeden karabin umieszczony jest w jarzmie z przodu, drugi zaś służy do strzelania przeciwlotniczego. Wyposażenie specjalistyczne stanowi hydrauliczny dźwig, wyciągarka oraz lemiesz umieszczony z przodu. Dźwig umieszczony jest po prawej stronie, ma on możliwość obrotu w zakresie 270° i podnoszenia do 72°. Natomiast wyciągarka posiada siłę wyciągu 35 000 N i długości liny 90 m. Ponadto pojazd przystosowany jest do przewozu kompletnej jednostki napędowej umieszczonej na specjalnym uchwycie na klapie silnika.
Bergepanzer 2 napędzany jest silnikiem pochodzącym z Leoparda (MTU MB 838 Ca M500 o mocy 830 KM). Pojazd osiąga prędkość maksymalną po drodze wynoszącą 62 km/h oraz zasięg ok. 850 km. W terenie zasięg spada do 500 km.

## Warianty
- Bergepanzer 2 – wariant podstawowy wprowadzony w roku 1966[3].
- Bergepanzer 2 A2 – wariant zmodernizowany w roku 1978 o zwiększonej nośności dźwigu[2].
- Pionierpanzer 1 – wóz saperski. Oficjalnie oznaczany jako Bergepanzer 2 A1[2].
- Pionierpanzer 2 Dachs – wóz saperski powstały w latach 80. XX wieku z przebudowania wozów Pionierpanzer 1 i Bergepanzer 2[2].
- Bergepanzer 2000 – belgijska zmodernizowana wersja Bergepanzer 2 A1[4].
- Bergepanzer Wisent – wóz zabezpieczenia technicznego opracowany przez firmę Flensburger Fahrzeugbaugesellschaft (FFG) dla duńskiej armii. Powstał w oparciu o Bergepanzer 2[5][6].